# Frode Estil
Frode Estil (Namsos, 31 de mayo de 1972) es un deportista noruego que compitió en esquí de fondo. 
Participó en dos Juegos Olímpicos de Invierno, obteniendo en total cuatro medallas, tres en Salt Lake City 2002, oro en 10 km+10 km persecución, oro en el relevo (junto con Anders Aukland, Kristen Skjeldal y Thomas Alsgaard) y plata en 15 km, y una de plata en Turín 2006, en los 30 km.
Ganó nueve medallas en el Campeonato Mundial de Esquí Nórdico entre los años 2001 y 2007.

## Palmarés internacional
| Juegos Olímpicos   | Juegos Olímpicos                | Juegos Olímpicos  | Juegos Olímpicos        |
| Año                | Lugar                           | Medalla           | Prueba                  |
| ------------------ | ------------------------------- | ----------------- | ----------------------- |
| 2002               | Salt Lake City (Estados Unidos) | Medalla de oro    | 10 km+10 km persecución |
| 2002               | Salt Lake City (Estados Unidos) | Medalla de oro    | Relevo 4 × 10 km        |
| 2002               | Salt Lake City (Estados Unidos) | Medalla de plata  | 15 km                   |
| 2006               | Turín (Italia)                  | Medalla de plata  | 30 km                   |
| Campeonato Mundial |                                 |                   |                         |
| Año                | Lugar                           | Medalla           | Prueba                  |
| 2001               | Lahti (Finlandia)               | Medalla de oro    | Relevo 4 × 10 km        |
| 2001               | Lahti (Finlandia)               | Medalla de plata  | 30 km                   |
| 2003               | Val di Fiemme (Italia)          | Medalla de oro    | Relevo 4 × 10 km        |
| 2003               | Val di Fiemme (Italia)          | Medalla de bronce | 15 km                   |
| 2003               | Val di Fiemme (Italia)          | Medalla de bronce | 30 km                   |
| 2005               | Oberstdorf (Alemania)           | Medalla de oro    | 50 km                   |
| 2005               | Oberstdorf (Alemania)           | Medalla de oro    | Relevo 4 × 10 km        |
| 2005               | Oberstdorf (Alemania)           | Medalla de bronce | 15 km+15 km persecución |
| 2007               | Sapporo (Japón)                 | Medalla de plata  | 50 km                   |